# Vilmos Perlrott-Csaba
Dans le nom hongrois Perlrott-Csaba Vilmos, le nom de famille précède le prénom, mais cet article utilise l’ordre habituel en français Vilmos Perlrott-Csaba, où le prénom précède le nom.
Vilmos Perlrott-Csaba, né le 2 février 1880 à Békéscsaba – mort le 23 janvier 1955 à Budapest, est un peintre et illustrateur hongrois.